# 半澤直樹第一季第一集
《一旦被整必定加倍奉還！面臨壞上司新英雄的誕生！你能奪回5億？社宅的妻子戰鬥的生涯？友情？》（日语：やられたら倍返し！悪い上司に立ち向かうニューヒーロー誕生！！5億を取り戻せるか？社宅での妻たちの戦い出世か？友情か？）是日本TBS電視台周日劇場電視連續劇《半澤直樹》第1季的第1集。節目於2013年7月7日在日本首播，由福澤克雄執導。本集的長度比起其他單集延長了一小時。在本集中，主角半澤直樹被大阪西分行行長淺野匡推卸了五億日圓債務的責任，並因此展開奪回五億債務的任務。
本集的評價主要為正面的，而其平均收視率則達到19.4%，該季僅次於《最強名醫》。

## 劇情
於1991年，半澤直樹（堺雅人飾）成功被聘請成為產業中央銀行的員工，並認識了同期的近藤直弼（瀧藤賢一飾）和渡真利忍（及川光博飾）。於2002年，泡沫經濟爆破，產業中央銀行因有大筆呆帳而與東京第一銀行合併，成為世界篇三大銀行東京中央銀行。後來，在大阪西分行工作的半澤和其下屬中西英治（中島裕翔飾）接到分行行長淺野匡（石丸幹二飾）的命令，貸款給西大阪鋼鐵。但是，當半澤到訪西大阪鋼鐵，並與社長東田滿（宇梶剛士飾）對話後，卻認為西大阪鋼鐵是一間劣質企業。儘管如此，淺野仍然堅持裸貸給西大阪鋼鐵，並指出自己會負一切責任。因此，銀行便借了西大阪鋼鐵五億日圓債。因為向西大阪鋼鐵借了五億，因此大阪西分行達成了貸款一百億的目標，並獲選為最佳分行。但同為同期的近藤卻因為工作壓力而患有壓力性精神分裂症，並因此被調職。
後來，西大阪鋼鐵卻倒閉了，五億貸款化為烏有。其實，西大阪鋼鐵有著良好的業績，全因他們造假賬。這時，淺野卻食言，並將責任推卸給半澤。而半澤便接受挑戰，並指出若他成功收回五億，則淺野要下跪道歉。之後，半澤回憶起兒時。當時，他的父親半澤慎之助（笑福亭鶴瓶飾）盡力挽救半澤螺絲公司，但最後因產業中央銀行拒絕貸款而自殺。
為了收回五億，半澤便找到了因西大阪鋼鐵倒閉後使得運作困難而倒閉的竹下金屬的社長竹下清彥（赤井英和飾）。雖然他企圖自殺，但被半澤拯救了。之後，他們便合作尋找東田。可是，大阪西分行裸貸五億終究被外界知道，並因此引來國稅局調查，而這次查察的統括官是黑崎駿一（片岡愛之助飾）。國稅局表面上要求銀行提供大量資料，但實際上是要調查五億貸款一案。但國稅局的調查顯示那五億貸款還存在，因此讓半澤明白了收回那五億是有可能的。之後，進藤邀約半澤比試劍道，並透露了波野吉（拉沙爾石井飾）的下落，翌日半澤便驅車前往尋找波野對質。
波野告訴了半澤關於東田情婦藤澤未樹（壇蜜飾）的資訊。為了更確切知道東田的位置，半澤便在波野告訴他的地點等待藤澤。藤澤果然出現，而東田
也出現了。經過一輪格鬥後，半澤戰敗，並讓東田逃走。同時，正在跟蹤東田的國稅局人員發現了半澤。禍不單行，總部要求半澤隔日赴總館會議室進行聽證調查，而該聽證調查其實只是程序，淺野等人其實已決定要將半澤調職。另外，這次負責聽證調查的人是令到近藤患有精神病的小木曾忠生（緋田康人飾）。在小木曾的步步進逼下，半澤對他應當負起的"部分"責任深感抱歉，隨後他道出了真相，反而將小木曾等人訓了一頓，並且揚言要收回五億元。

## 製作

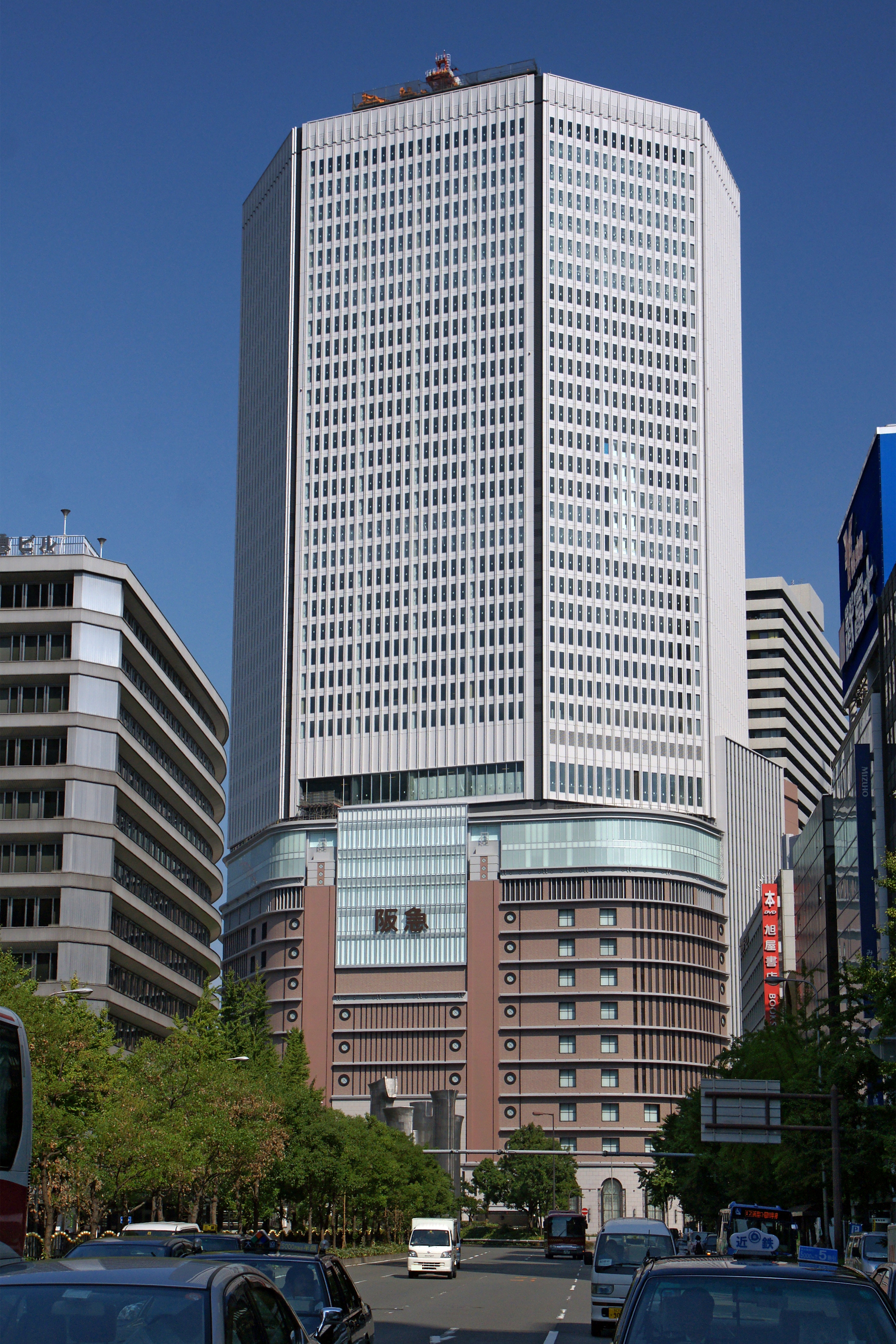
東京中央銀行大阪西分行所在地——梅田阪急大樓

本集的編製為岸田大輔、執行製作為露崎裕之、製作人為伊與田英德與飯田和孝、而助理製作人則為萩原孝昭。本集的拍攝地點非常多，銀行外的外景包括大阪西分行所在地梅田阪急大樓和東京中央銀行總行所在地三井本館。而其他場景都是室內的。
本集於2013年7月7日在TBS電視台上播放，是《半澤直樹》第一季的第1集。本集因為是第一集，所以TBS電視台延長了本集的長度一小時，準確來說是長1小時48分。因此，本集的長度比其他單集長約一倍。

## 收視率
本集的收視率相對其他電視劇的第一集較高。關東地區的平均收視率和瞬間最高收視率分別達到19.4%和21.9%，而關西地區的平均收視率則達到20.6%。
本集的收視率僅次於澤村一樹主演的《最強名醫》第二部第一集（19.6%），並超越了不少著名日劇的第一集，其中包括木村拓哉主演的《PRICELESS人生無價》（16.9%）、大野智主演的《怪物小王子》（17.5%）、以及小栗旬主演的《RICH MAN, POOR WOMAN》（13.9%）。本集亦為堺雅人主演劇集第一集的收視最高紀錄。
另外，因為本集成功吸引觀眾，所以自從本集至最終回的收視率不曾下跌，而最終回的平均收視率更達到了42.2%，成為了本世紀日本電視劇最終回的最高紀錄。

## 外部連結
- 半澤直樹 - TBS（页面存档备份，存于）
- 半澤直樹 - TBS點播
- 半澤直樹的X（前Twitter）
- 半澤直樹的Facebook專頁